# Trubbig ärtmussla
Trubbig ärtmussla (Pisidium obtusale) är en musselart som först beskrevs av Jean-Baptiste Lamarck 1818.  Trubbig ärtmussla ingår i släktet Pisidium, och familjen ärtmusslor. IUCN kategoriserar arten globalt som livskraftig. Arten är reproducerande i Sverige.